# Hydrelia deochrata
Hydrelia deochrata är en fjärilsart som beskrevs av Otto Staudinger 1925. Hydrelia deochrata ingår i släktet Hydrelia och familjen mätare. Inga underarter finns listade i Catalogue of Life.